# Synagoga v Hradci Králové
Synagoga v Hradci Králové je dřívější královéhradecká židovská modlitebna, která byla postavena v letech 1904–1905 na nároží dnešní Pospíšilovy třídy a třídy Čs. armády. Jedná se o jednu z největších a nejzajímavěji architektonicky řešených staveb svého druhu ve střední Evropě.

## Stavební popis
Dvoukřídlá nárožní budova s podzemním podlažím, přízemím a třemi patry, přičemž nároží svírá tupý úhel. Obě křídla mají obdélníkový půdorys, přičemž
vedlejší křídlo je do hlavního, modlitebního, jakoby zaklesnuté. Exteriér synagogy je vyvedený v dobovém secesním slohu s inspirací v maurském stylu. V přízemí je umístěna mosazná pamětní deska s Davidovou hvězdou a odlitým nápisem „Zde sloužil svému bohu lid židovské obce“.

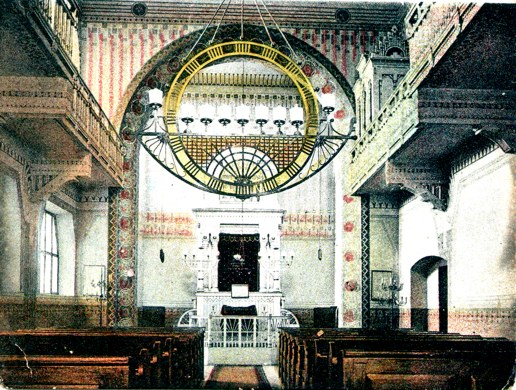
Původní interiér synagogy se nedochoval

## Historie
Nová synagoga byla vystavěna jako náhrada za starší modlitebnu v čp. 67 mezi lety 1904–1905 architektem Václavem Weinzettlem a stavitelem Karlem Šťastným. Funkce zednického mistra se zhostil František Černý. Varhany vyrobila a dodala firma na výrobu varhan Jana Tučka z Kutné Hory. Truhlářské práce v zimní modlitebně provedl truhlář Josef Hlavatý a výmalbu interiéru synagogy provedl malíř Rudolf Tomášek z Hořic. Slavnostně byla vysvěcena 24. září 1905.

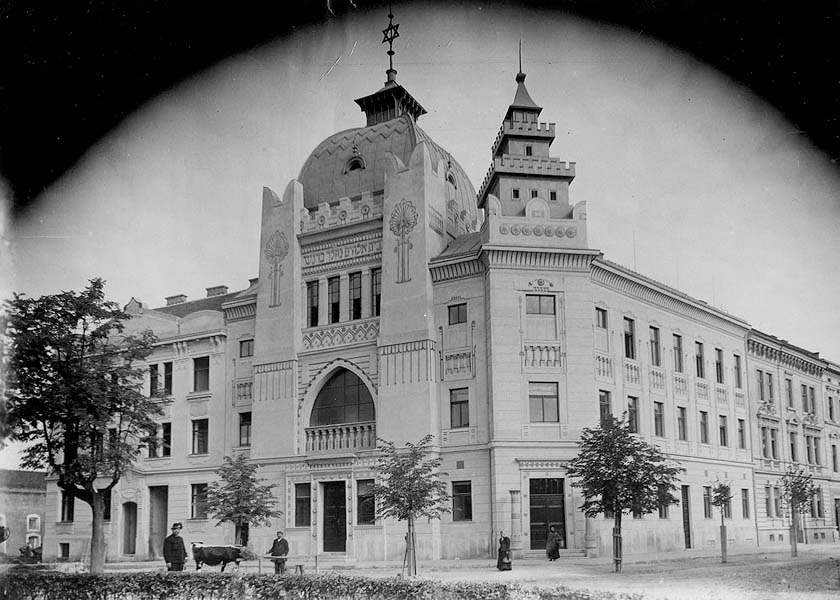
Dobový záběr na synagogu ještě s Davidovou hvězdou

Kromě vlastního modlitebního sálu, který je pojat v neologickém ritu, se v budově nacházel byt rabína, šámese, domovníka a zasedací síň s archivem. První drobnější úprava interiéru proběhla již v roce 1934, kdy 20. dubna toho roku oznámila izraelská náboženská obec, že zřídí v bytě rabína místo spíže koupelnu. Bohoslužby se zde konaly do druhé světové války. Projevy českého antisemitismu v roce 1939 dospěly až k pokusům o vyhození synagog v Dobříši, Praze, Plzni a také v Hradci Králové do vzduchu.
Po druhé světové válce byla krátce využita jako modlitební prostor obnovené židovské náboženské obce. Pro úbytek věřících byla zrušena. Jako značně zchátralou ji v 1960 odkoupila Státní vědecká knihovna, která ji zrekonstruovala a interiér byl přestavěn a využit pro její potřeby. Mnohem rozsáhlejší rekonstrukce budovy započaly až v roce 1968. Na řadu přišly úpravy interiéru a provedení světelné elektroinstalace. Roku 1970 skončily úpravy interiéru synagogy na sklad knih, který byl zkolaudován 15. ledna 1971. Roku 1985 došlo k výměně střešní krytiny za novou měděnou. V roce 1996 proběhlo rozšíření půjčovny knih do 2. patra. V následujících dvou letech došlo k rekonstrukci krovu a kopule budovy. V roce 2006 došlo na obnovu uliční fasády. Roku 2007 byla budova synagogy navrácena židovské obci v Praze, která ji hodlá využívat multifunkčně. Hned v následujícím roce se knihovna přestěhovala do nového knihovnicko-informačního centra.